# Konstantīns Calko
Konstantīns Calko (ur. 13 kwietnia 1994 roku w Dyneburgu) – łotewski kierowca wyścigowy.

## Kariera
Calko rozpoczął karierę w wyścigach samochodowych w 2009 roku od startu w wyścigu Omnitel 1000km Race, który zwyciężył. W późniejszych latach pojawiał się także w stawce Baltic Touring Car Championship, Spanish Prototype Open Championship, Radical European Master Series, World Touring Car Championship, V de V Challenge Endurance Proto oraz European Le Mans Series.